# Ectolopha hypochlora
Ectolopha hypochlora là một loài bướm đêm trong họ Noctuidae.